# Gediminas Vičius
Gediminas Vičius (ur. 5 lipca 1985 w Kownie) – litewski piłkarz, grający w kazachskim klubie Szachtior Karaganda, do którego trafił na początku 2010 roku. Występuje na pozycji pomocnika. W reprezentacji Litwy zadebiutował w 2011 roku. Dotychczas rozegrał w niej sześć meczów (stan na 13.07.2013r.).